# Admiral Usjakov
Admiral Usjakov (russisk: Адмирал Ушаков) er en sovjetisk film fra 1953 instrueret af Mikhail Romm.

## Medvirkende
- Ivan Pereverzev som Admiral Fjodor Usjakov
- Boris Livanov som Grigorij Potjomkin
- Sergej Bondartjuk som Tikhon Prokofjev
- Vladimir Druzjnikov som Vasiljev
- Gennadij Judin som Dmitrij Senjavin